# 立田野竹松
立田野 竹松（たつたの たけまつ、生年不明 - 1917年12月25日）は、現在の富山県砺波市出身で湊川部屋に所属した力士。本名は高畑 竹松。身長170cm、体重は不明。最高位は東前頭8枚目。

## 経歴
1874年12月に湊川部屋に入門し、約8年かけて1883年1月新入幕を果たす。立田野を名乗り期待を掛けられたが、連続3場所在位したのち十両に陥落。その後、1886年1月場所に返り咲くも5連敗休場。この年の5月場所限りで廃業した。廃業後は漁港に勤め、飲食店経営にも乗り出した。現在の一族の動向については2017年にその子孫らが94年振りに富山県を訪れたという新聞記事が残っており、2019年12月号の雑誌「相撲」において子孫の協力を得て取材したと言う記事がある。墓所は東京都港区愛宕の臨済宗青松寺。

## 成績
- 幕内4場所2勝13敗18休7分預